# 若林りさ
若林りさ（わかばやし りさ、1986年9月8日 - ）は、日本の政治家、世田谷区議会議員(1期)。
元女優・モデル・音楽アーティスト。
かつての芸名は、2019年までは利咲、2022年までは星名利咲（ほしな りさ）、音楽活動における英語表記はLisa。

## 略歴
東京都出身。フェリス女学院大学国際交流学部国際交流学科卒業。
2011年よりモデルとして雑誌や広告等に出演する。エイベックス・マネジメントのスカウトにてモデル、タレント、女優としても活動を開始。2014年、サンミュージックへ移籍。2014年、BARBEE BOYSのKONTAとKONTA&Lisaとして映画『小川町セレナーデ』の公式応援歌『小川町セレナーデ』で歌手デビュー。2015年、岩井俊二監督初長編アニメーション作品『花とアリス殺人事件』にて映画デビュー。
2023年1月1日、活動の名義を星名利咲（ほしなりさ）から本名の若林りさ（わかばやしりさ）に改め、同年4月の世田谷区議会議員選挙に日本維新の会公認で立候補すると表明。

## 出演

### 映画
- 『エッシャー通りの赤いポスト』（園子温脚本・監督、2021年12月25日全国順次公開）
- 『プリズナーズ・オブ・ゴーストランド』（アーロン・ヘンドリー、レザ・サファイ脚本、園子温監督、2021年10月8日全国ロードショー）
- 『花とアリス殺人事件』（岩井俊二監督、2015年2月20日全国ロードショー）
- 『彼女は緑の光に彼を想う』（今関あきよし監督、2015年4月）
- 『ライアの祈り』（森沢明夫原作、黒川浩行監督、2015年6月）
- 『キネマ超特急』（加門幾生監督、2014年）

### ドラマ
- 『失恋ショコラティエ』（フジテレビ、2014年1月）
- 『あるある星人図鑑』（BeeTV、2012年10月～）

### 舞台
- S.H.Produce『鶫-Long for spring-』

（2019年11月27日 - 12月2日、築地ブティストホール） - 塩谷若菜 役
- 壱人前企画『それみたことか！』（2019年5月28日 - 6月2日、日暮里d-倉庫） - 百日紅紫 役
- アリスインプロジェクト『クォンタム・ドールズ〜量子境界の遊歩者〜[5]』（2016年1月6日 - 11日、新宿村LIVE） - 光組 ドーター 役
- IZAM主宰ベニバラ兎団本公演『ザ・グリムリパー』（2014年10月30日 - 11月3日、全労済ホール スペース・ゼロ）
- 『東京俳優市場2013 春』（2013年5月2日 - 6日、笹塚ファクトリー）
- 片岡K主宰『劇団ツイゲキ2.0』（2011年11月18日 - 23日、新宿シアターブラッツ） - 主演

### テレビ
- 『裸の少年〜見破れ‼︎うそつき3〜天才に紛れた普通の人を見破れ！！〜』（テレビ朝日、2020年8月22日）
- 『ルルレポTV』（TOKYO MX、2020年11月-2021年1月）
- 『WONDER日本』（TOKYO MX、2014年7月）
- 『美美人カフェ』（CS216、2012年6月 - ）
- 『男のヘンサーチ』（TBS、2012年4月 - 5月）
- 『ドクモカフェTV』（TOKYO MX、2011年5月 - 9月）
- 『ぷっすま』（テレビ朝日、2011年5月）

### MV
- テレビ埼玉「乾杯戦士アフターV」流田Project『アフターVのテーマ』（2014年6月）
- TAK-Z feat.HAN-KUN（湘南乃風）『グッサマ‼ ～GOOD DAY OF SUMMER～』（2013年7月）

### CM
- 岩井俊二監督 タウンワークweb CM 『TOWN WORKERS』第3話「この長い道程のため」（2014年9月）

### 音楽
- バービーボーイズKONTAデュエット曲 映画『小川町セレナーデ』公式応援歌「小川町セレナーデ」iTunes配信、カラオケジョイサウンド配信（2014年10月29日）

### web
- 映画シベリア超特急紹介番組「シベ超の車窓から」（2014年5月 - ）
- 片目惚れ（2013年）
- スーパー美人時計ランキング 東京部門2位（2011年）
- テレビ朝日版『美人時計』14:08～14:11（2011年）
- 美女暦（2011年5月号「歴代殿堂入りvol.1 美女」）
- 美女暦（2011年4月号「ほのぼの美女」ランキング2位）

### モデル/広告
- 株式会社クリアストーン 『Wiggy Rich』ウイッグパッケージモデル（2012年 -）
- 化粧品『ガールズメーカー 』広告モデル（2012年 - 2014年）
- 女性のための求人情報サイト『RUN-WAY』広告モデル（2012年 - 2013年）
- 『ドリームコール』スマートフォンアプリ（2012年）
- カネボウ『KATE』アートダイヤルマスカラweb広告（2011年11月）
- スニーカーブランド『newbalance』カタログモデル（2010年）

### 雑誌
- 『RoLA』講談社（2013年）
- 『ディズニーNAVI’13 夏のイベントSPECIAL』講談社（2013年7月）
- 『Bacchante（バッカンテ）』 双葉社（2013年7月4日）
- 『大人の愛されヘアカタログvol.19』ネコ・パブリッシング（2013年）
- 『シュウウエムラの大人かわいいつけまつげの基本』SHU UEMURAムック本 コスミック出版（2013年2月）
- 『Sweet Myベストヘア2013年春号』宝島社（2013年1月）
- 『ときめきウェディング ヘアカタログ2013』宝島社（2012年12月）
- 『Preppy 11月号』アスキーメディアワークス（2012年11月）
- 『週刊プレイボーイ 浴衣美女2011』集英社（2011年8月29日）
- 『つきあいたい～美女暦写真集』扶桑社（2011年7月30日）
- 『CanCam』小学館 読者モデル（2011年 - ）
- 『森ガールpapier』『Papier』専属読者モデル アスキーメディアワークス（2010年 - 2012年）

### イベント
- ダイハツスーパーピット店 『スペシャルパーティー』MC @London Alexandra Palace（2019年5月18日）
- 『KOJI SOUR CHALLENGE』by WAPIRITS TUMUGI 渋谷カルチャーカルチャー TUMUGIのコンペティション アシスタントMC （2018年2月12日）
- ファッションショー『東京ボーイズコレクション』赤坂BLITZ（2013年8月28日）
- ファッションショー 『NATSU MATSURI 2012』 渋谷O-EAST MC兼任（2012年7月）
- ファッションショー 『HARU MATSURI 2012』 渋谷O-EAST（2012年4月）
- 映画「三銃士」ミレディを探せオーディション優秀賞 渋谷タワーレコード（2011年）
- 『スタイルハウジングEXPO2011』 東京ガスイベントブースMC（2011年5月）